# Délifrance

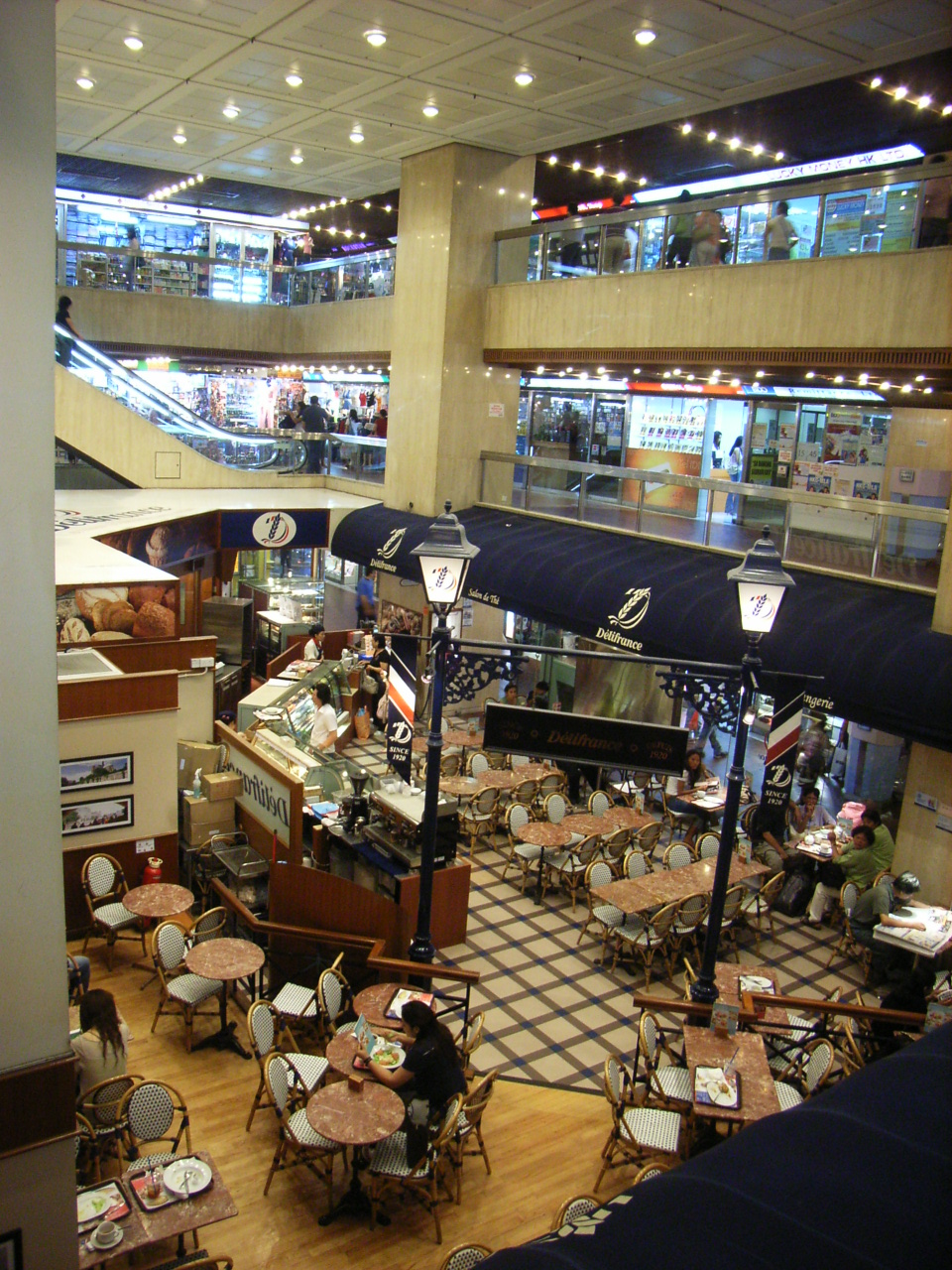
香港環球大廈分店

（法國麵包店餐廳）是跨國公司麵包食物速食餐廳，創立於1983年新加坡中，其分店遍佈世界各地50多個國家。法國麵包店餐廳的母公司在法國巴黎。

## 食品及飲品
- 各種法式麵包
- 焗薯
- 意式麵食
- 飯
- 蛋糕
- 咖啡
- 紅茶
- 可樂
- 奶茶
- 鮮奶
- 果撻
- 馬卡龍

## 歷史
自從1995年，法國麵包店餐廳（亞洲）是由英國保誠資產管理有限公司全資管有。
2007年8月，力寶華潤拥有49.3%之权益，Auric 
Pacific Group Limited收购Delifrance Asia Limited（「Delifrance Asia」）之控股公司EdmontorInvestments Pte Ltd。
Delifrance Asia及其附属公司（「Delifrance Asia集团」）於亚洲多个国家及城市（其中包括香港、上海、新加坡、马来西亚、印尼及泰国）经营Delifrance连锁咖啡店及餐厅。
2023年， Délifrance Bistro 載譽歸來，在香港開設全港首間Bakery Bistro概念店，為提供法國經典菜式及全面服務的休閒餐廳。屯門錦薈坊概念店為全港唯一Délifrance Bakery Bistro 餐廳，為繼阿聯酋及剛果民主共和國後全球第3間Délifrance Bistro。
餐廳以品牌重塑形象 — 法式風格及千鳥格圖案配以充分空間分區，營造出悠閒舒適的用餐環境。Délifrance Bakery Bistro提供種類繁多的法式經典和本地風味美食，包括沙律、三文治、小食及主菜；另外還有多款飲品以供選擇。Délifrance Bakery Bistro提供精心製作的甜品如鮮果法式拿破崙蛋糕及烘焙產品如法國貴族牛角酥，並於店內定時焗製招牌方包系列，為顧客提供全方位及卓越的用餐體驗。

2023	Délifrance Café中央圖書館分店以品牌重塑面貌回歸
As of 15th July.2023)(According to Délifrance official website and Google Map):
Asia
• Bangladash
• Hong Kong - 8
• Indonesia
• Japan
• Malaysia
• Singapore - 15
• South Korea
• Sri Lanka
• United Arab Emirates
Africa
• Democratic Republic of the Congo - 2
Europe
• Belgium
• Netherlands
• Portugal
North America
• Curacao
South America
• French Guiana

## 外部参考
- Délifrance 發展里程碑 （页面存档备份，存于）
- Délifrance 總公司官方網址（页面存档备份，存于）
- Délifrance 亞洲官方網址
- Délifrance 香港官方網址（页面存档备份，存于）
- Délifrance 菲律賓
- Délifrance 日本（页面存档备份，存于）